# Sarniv, Volociîsk
Sarniv (în ucraineană Сарнів) este localitatea de reședință a comunei Sarniv din raionul Volociîsk, regiunea Hmelnîțkîi, Ucraina.

## Demografie
Componența lingvistică a localității Sarniv
     Ucraineană (99,56%)
     Alte limbi (0,44%)
Conform recensământului din 2001, majoritatea populației localității Sarniv era vorbitoare de ucraineană (99,56%), existând în minoritate și vorbitori de alte limbi.